# Polarizzazione della radiazione elettromagnetica

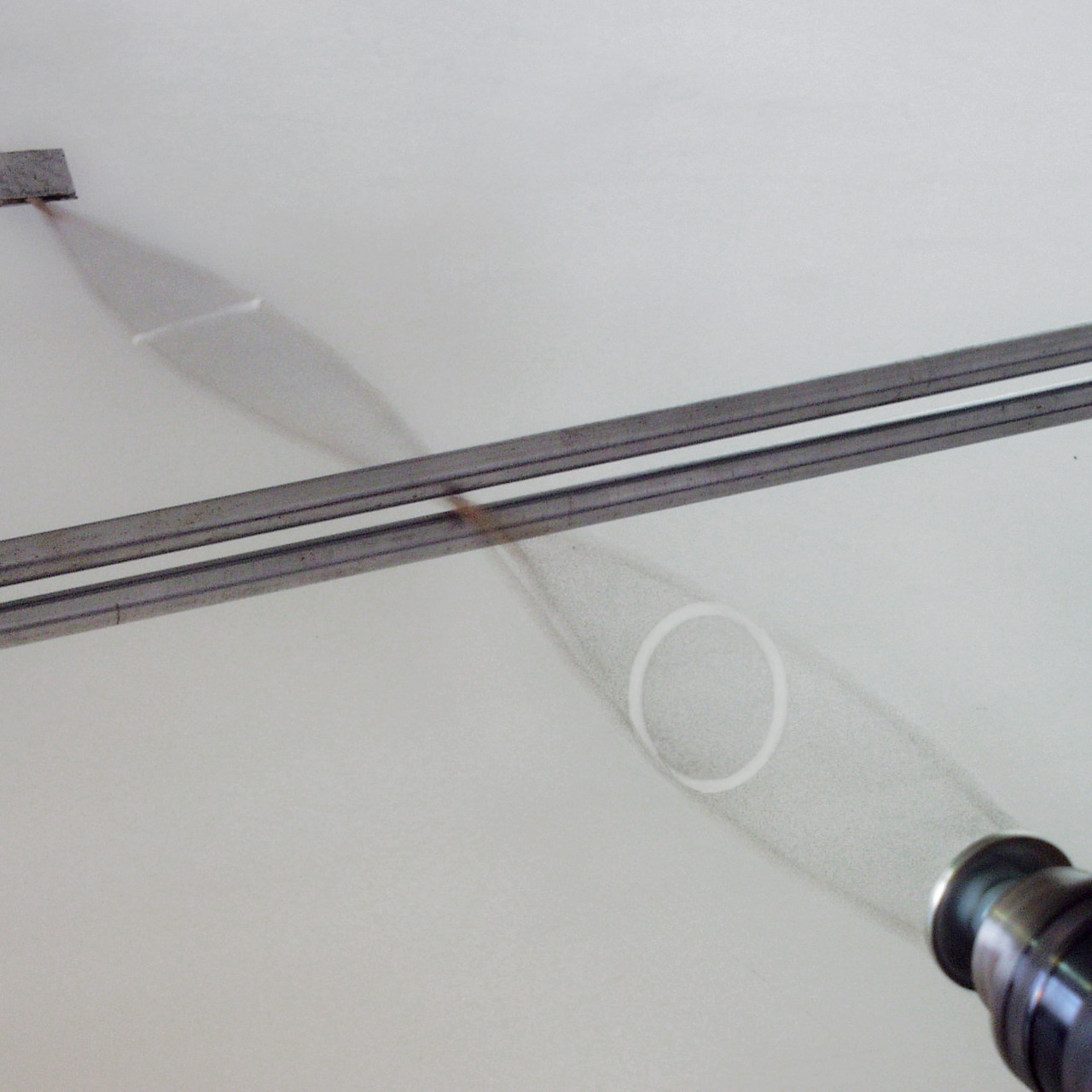
Polarizzazione dell'onda stazionaria di un cavo di gomma (lineare, circolare)

In fisica la polarizzazione della radiazione elettromagnetica è una caratteristica delle onde elettromagnetiche ed indica la direzione dell'oscillazione del vettore campo elettrico durante la propagazione dell'onda nello spazio-tempo (il campo magnetico di conseguenza risulterà polarizzato lungo la direzione ortogonale a quella del campo elettrico e alla direzione di propagazione).
Se la variazione di direzione di ζ (vettore funzione d'onda) nel piano ortogonale alla propagazione in funzione della coordinata spaziale di propagazione e del tempo può essere espressa da una legge (funzione), si dice che l'onda è polarizzata.
L'espressione fu introdotta nel 1808 dal fisico francese Étienne-Louis Malus, il quale riteneva che la luce fosse composta di particelle dotate di polo nord e polo sud e che nella luce polarizzata tutti i poli fossero orientati nella stessa direzione. Questa teoria fu abbandonata poco tempo dopo, ma l'espressione di Malus è rimasta e si usa ancora.

## Polarizzazione della radiazione elettromagnetica
Consideriamo un'onda elettromagnetica piana: i campi elettrico e magnetico sono rappresentati nel dominio della frequenza dalle seguenti espressioni:
{\displaystyle \mathbf {E} ={\hat {\mathbf {e} }}\ E_{0}\ e^{i(\mathbf {k} \cdot \mathbf {r} -\omega t+\varphi )}}
{\displaystyle \mathbf {B} ={\hat {\mathbf {k} }}\times {\hat {\mathbf {e} }}\ B_{0}\ e^{i(\mathbf {k} \cdot \mathbf {r} -\omega t+\varphi )}}
Il vettore {\displaystyle {\hat {\mathbf {e} }}} indica la direzione di oscillazione del campo elettrico ed è detto vettore di polarizzazione. È importante ricordare che {\displaystyle {\hat {\mathbf {e} }}} è ortogonale al vettore d'onda {\displaystyle \mathbf {k} }, cioè alla direzione di propagazione; lo stesso vale per {\displaystyle {\hat {\mathbf {k} }}\times {\hat {\mathbf {e} }}}, cioè per la direzione di oscillazione del campo magnetico.

### Polarizzazione lineare e circolare
Se il vettore {\displaystyle {\hat {\mathbf {e} }}} ha tutte le componenti reali, allora la radiazione si dice polarizzata linearmente: la direzione di {\displaystyle {\hat {\mathbf {e} }}} rimane costante nel corso del tempo. Consideriamo quindi due onde piane, di uguale ampiezza, polarizzate linearmente lungo due direzioni ortogonali, {\displaystyle {\hat {\mathbf {e} }}'} ed {\displaystyle {\hat {\mathbf {e} }}''} e sfasate di un quarto di periodo, cioè {\displaystyle \varphi '=0}, {\displaystyle \varphi ''=\pm \pi /2}. Sommando i due campi elettrici si ottiene il vettore polarizzazione risultante che ha una componente complessa
{\displaystyle {\hat {\mathbf {e} }}={\frac {{\hat {\mathbf {e} }}'+{\hat {\mathbf {e} }}''e^{\pm i\pi /2}}{\sqrt {2}}}={\frac {{\hat {\mathbf {e} }}'\pm i{\hat {\mathbf {e} }}''}{\sqrt {2}}}}.
L'onda risultante è una radiazione elettromagnetica in cui l'intensità del campo elettrico, in un punto fissato, non varia ma la sua direzione ruota con frequenza angolare {\displaystyle \omega }. La rotazione è in senso orario (polarizzazione circolare sinistra) per il segno + e antiorario (polarizzazione circolare destra) per il segno - se la si vede dalla punta del vettore d'onda, ovvero del verso di propagazione. Combinando tale effetto con la propagazione nello spazio e nel tempo dell'onda si ottiene che il vettore campo elettrico forma spirali elicoidali (destre o sinistre) lungo la direzione di propagazione {\displaystyle {\hat {\mathbf {k} }}} dell'onda.
Oltre alle polarizzazioni lineare e circolare si definisce anche la polarizzazione ellittica quando parte reale e parte immaginaria del vettore {\displaystyle {\hat {\mathbf {e} }}} non sono uguali. Esso rappresenta il caso più generale di polarizzazione. Ogni polarizzazione ellittica può essere scomposta nella somma di due polarizzazioni lineari ortogonali o di due polarizzazioni circolari inverse.
Per convertire la polarizzazione della radiazione elettromagnetica che lo attraversa da lineare a circolare, e viceversa, si utilizza una lamina quarto d'onda.

### Polarizzazione trasversa elettrica e trasversa magnetica
Nella figura 1 è rappresentato il caso di un'onda piana che incide sull'interfaccia tra due materiali ottici, ad esempio vuoto e vetro, oppure aria e acqua. L'onda viene scomposta in una componente riflessa {\displaystyle \mathbf {k} '} e una trasmessa (o rifratta) {\displaystyle \mathbf {k} ''}. L'asse Z non è disegnato, si trova uscente dal piano dell'immagine.
|  |

Si possono individuare questi due casi limite: 
- il caso in cui il campo elettrico oscilla parallelamente all'interfaccia (cioè lungo l'asse Z) viene detto polarizzazione Trasversa Elettrica (TE);
- il caso in cui sia il campo magnetico a oscillare parallelamente all'interfaccia viene detto polarizzazione Trasversa Magnetica (TM).

Poiché questi due tipi di polarizzazione sono ortogonali tra loro, un'onda piana incidente, di polarizzazione qualsiasi, può essere scomposta in una componente TE e una TM che possono essere trattate separatamente.

## Filtri polarizzanti

Due filtri polarizzati sovrapposti

È possibile costruire degli appositi filtri ottici per ottenere luce polarizzata linearmente. I filtri polarizzanti sono composti da lamelle spaziate tra loro dell'ordine della lunghezza d'onda della luce incidente. Le lamelle impediscono o smorzano l'oscillazione del campo elettrico lungo la direzione ad esse ortogonale selezionando la polarizzazione ad esse parallele.
Esistono anche altri dispositivi ottici che producono luce polarizzata linearmente, come ad esempio le finestre di Brewster utilizzate nei laser.
Se un fascio di luce già polarizzato linearmente attraversa un filtro polarizzante l'intensità luminosa viene smorzata secondo la legge di Malus {\displaystyle I=I_{0}\ \cos ^{2}(\theta )} dove {\displaystyle I_{0}} è l'intensità della luce entrante, {\displaystyle I} l'intensità della luce uscente e {\displaystyle \theta } è l'angolo tra le due direzioni di polarizzazione: in entrata e in uscita dal filtro.
Come conseguenza se l'angolo {\displaystyle \theta } è di 90° la luce viene completamente riflessa, se è di 0° attraversa totalmente il filtro. Su questo principio si basano gli schermi a cristalli liquidi.
Per ottenere luce polarizzata circolarmente di solito si procede trattando un fascio già polarizzato linearmente con un dispositivo ottico adatto. I più diffusi sono le lamine {\displaystyle \lambda /4}, cioè uno strato di materiale ottico non omogeneo che presenta due indici di rifrazione diversi lungo due direzioni ortogonali. Il materiale deve avere uno spessore {\displaystyle d} che rispetta l'equazione {\displaystyle d\Delta n=\lambda /4} (condizione di Maugin), dove {\displaystyle \lambda } è la lunghezza d'onda della radiazione nel vuoto e {\displaystyle \Delta n} la differenza tra l'indice di rifrazione straordinario e ordinario (birifrangenza).

## Polarizzazione della luce solare diffusa
La luce solare diffusa, cioè la luce che arriva a terra dopo essere stata riflessa dall'atmosfera, ha una certa percentuale di polarizzazione. Questo fenomeno si può dimostrare facilmente considerando le molecole d'aria come dipoli oscillanti stimolati dalla luce solare.
In particolare la luce che raggiunge un osservatore a terra da un certo punto del cielo è parzialmente polarizzata lungo la direzione ortogonale al piano passante per:
- il Sole
- il punto del cielo in questione
- l'occhio dell'osservatore

Su questo principio si basano gli occhiali da sole a lenti polarizzate e i filtri polarizzanti utilizzati in fotografia.
Analogamente, è possibile individuare una polarizzazione del cielo, in cui si possono evidenziare delle singolarità, due nei pressi del sole e due attorno l'antisole. Le prime sono note come punto di Brewster (superiore) e di Babinet (inferiore), le altre come punto di Arago (superiore) e secondo punto di Brewster (inferiore). La presenza delle singolarità può essere spiegata grazie allo scattering multiplo subito dalla luce solare.

## Applicazioni
- Fotografia: in fotografia la polarizzazione della luce viene sfruttata attraverso l'utilizzo del filtro polarizzatore, in modo tale da discriminare talune radiazioni luminose, con il fine, ad esempio, di eliminare riflessi da superfici riflettenti o abbassare la luminosità di alcuni soggetti. Tipica è l'applicazione di eliminare i riflessi da vetri posti anteriormente al soggetto da fotografare o contrastare, nelle riprese di paesaggi, il cielo, rendendolo di un colore più intenso.
- Stereoscopia: in stereoscopia il sistema a luce polarizzata trova ampia applicazione nella visione di immagini stereoscopiche proiettate, come nel caso di diapositive stereoscopiche parallele o nel caso del cinema stereoscopico, che si avvale di numerosi sistemi che adottano occhiali con lenti con una differente polarizzazione, tipicamente due polarizzazioni lineari con vettori ortogonali tra di loro.
- Trasmissione televisiva: la polarizzazione della radiazione elettromagnetica viene utilizzata per inviare il segnale televisivo. L'utilizzo della polarizzazione permette di utilizzare frequenze molto vicine per canali diversi senza il rischio che si crei interferenza tra di essi, in quanto un apparato sintonizzato per ricevere un'onda con una certa polarizzazione non è in grado di ricevere onde elettromagnetiche a frequenza simile, ma con polarizzazione opposta. Questo permette di ottimizzare l'utilizzo dello spettro delle frequenze, aumentando il numero di canali trasmissibili all'interno di una stessa banda.

### La luce polarizzata in stereoscopia

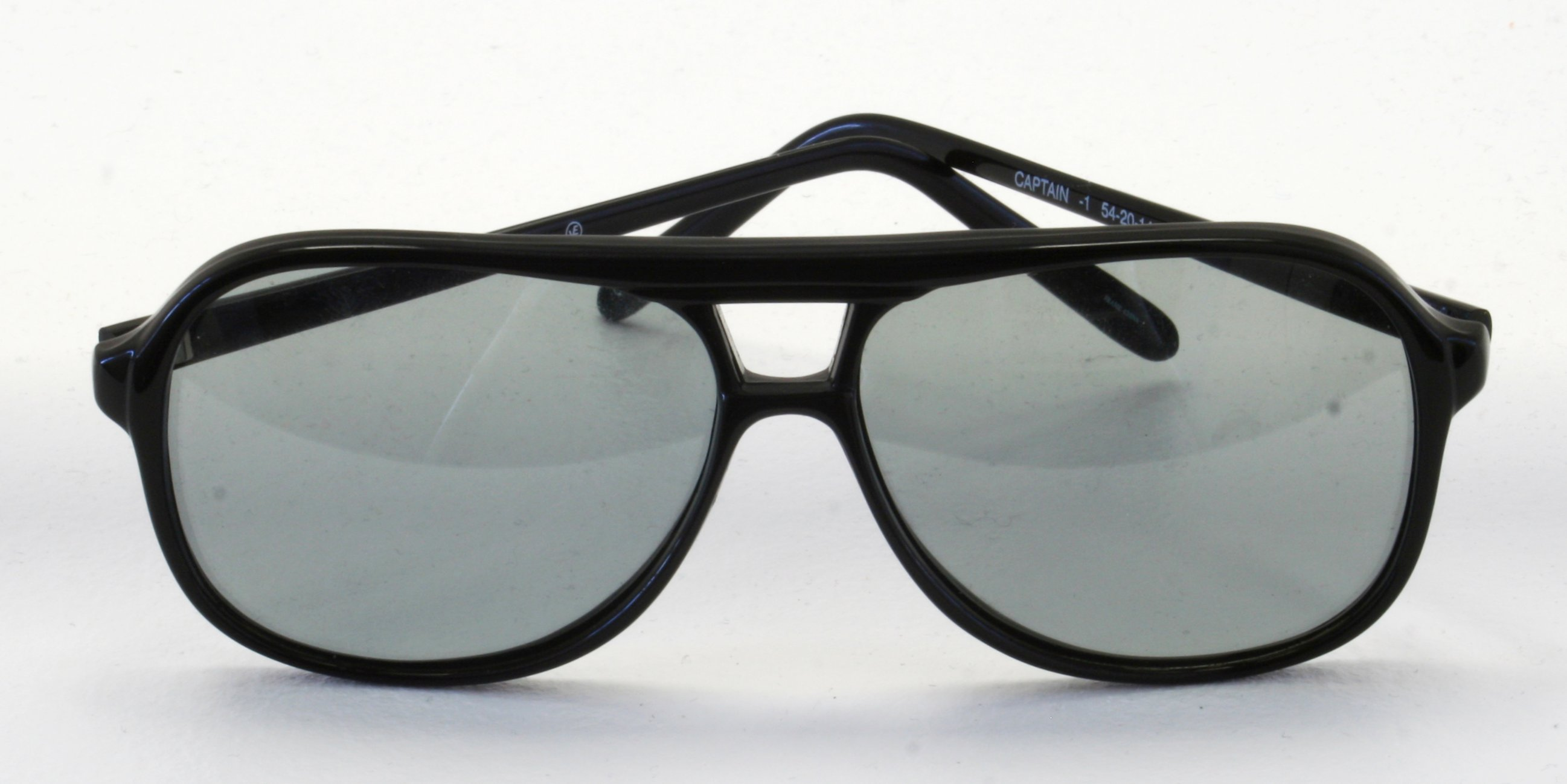
Occhiali a lenti polarizzate

In stereoscopia la luce polarizzata viene utilizzata per discriminare, nella proiezione su schermo, l'immagine da trasmettere a ciascun occhio. Questo avviene tramite degli appositi occhiali le cui lenti sono orientate diversamente per un occhio rispetto all'altro, in corrispondenza dell'immagine proiettata sullo schermo, proiettata anch'essa con la medesima polarizzazione della lente dell'occhio al quale il segnale è destinato.
Questa tecnologia si avvale principalmente di due sistemi: a polarizzazione lineare o a polarizzazione circolare.

#### Sistemi

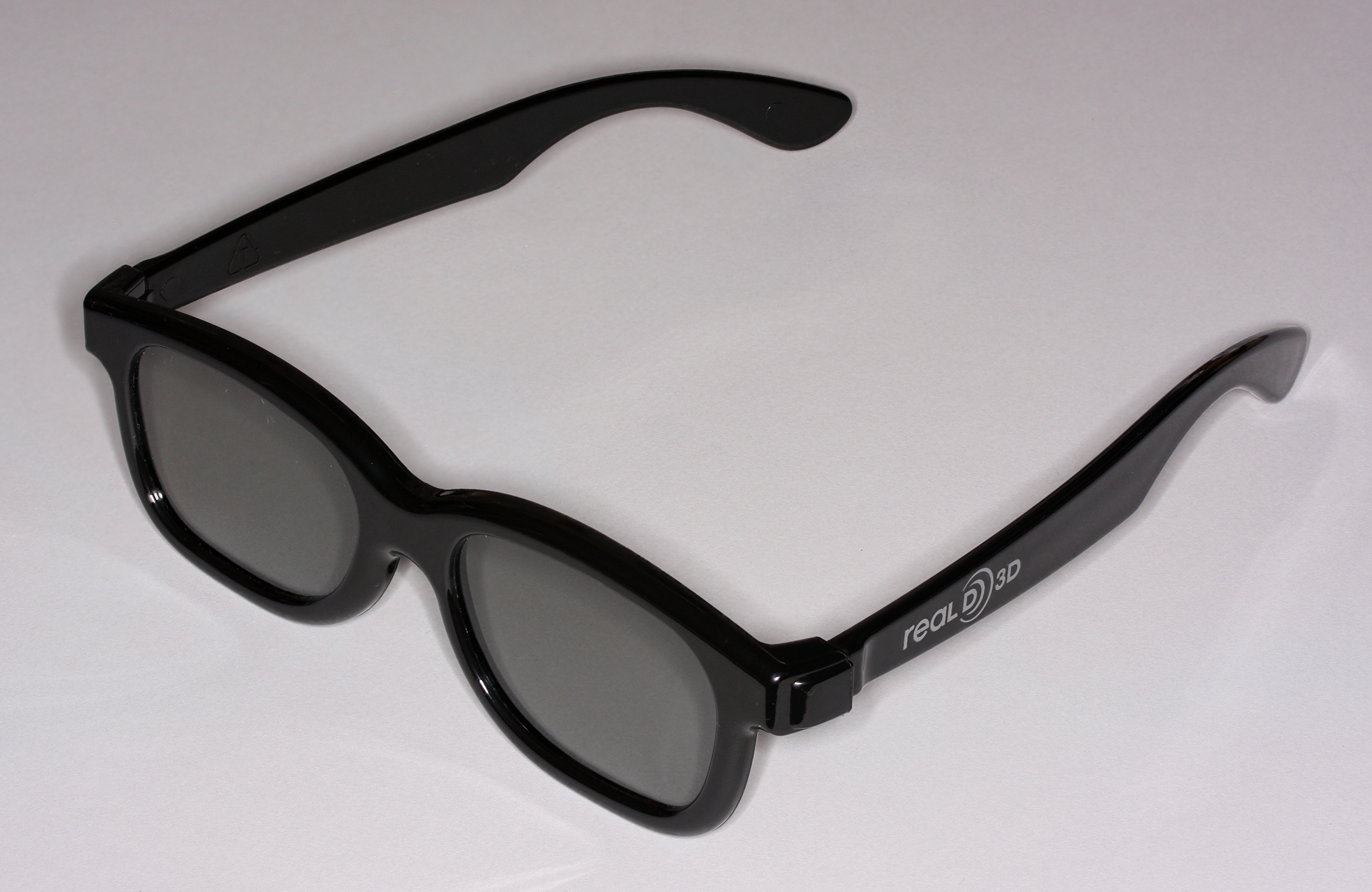
Occhiali per sistema RealD

Sistemi che utilizzano la luce polarizzata nel cinema stereoscopico sono:
- Tru-Stereo Three Dimension: sistema a luce polarizzata.
- Space-Vision 3-D: tecnologia sviluppata negli anni sessanta basata sulla luce polarizzata, che utilizza una sola pellicola e quindi un solo proiettore, alternando l'immagine del canale destro a quella del canale sinistro, una sopra l'altra nello stesso frame, e sincronizzando il tutto con opportune lenti.
- Stereovision: sistema sviluppato nel 1970 dal regista Allan Silliphant e dal progettista ottico Chris Condon, che utilizza una singola pellicola 35mm su cui vengono stampate due immagini "schiacciate" affiancate l'una accanto all'altra, attraverso lenti anamorfiche e lenti polarizzate.
- IMAX 3D
- RealD Cinema: tecnologia digitale che si avvale di proiettori coordinati da un computer e che sfrutta il sistema a luce polarizzata circolare.